# Cienistka
Cienistka, zachyłka (Gymnocarpium Newman) – rodzaj paproci należących do rodziny paprotnicowatych. Obejmuje 9 gatunków szeroko rozprzestrzenionych na półkuli północnej w strefie umiarkowanej, schodzący najdalej na południe w Azji Południowo-Wschodniej. W Polsce występują dwa gatunki: 
cienistka trójkątna G. dryopteris i cienistka Roberta G. robertianum.

## Systematyka
Pozycja systematyczna
W systemie PPG I (2016) jeden z trzech rodzajów z rodziny paprotnicowatych Cystopteridaceae. W systemie Smitha i in. (2006) rodzaj zaliczany był do podrodziny Cystopteroideae w obrębie rodziny rozrzutkowatych Woodsiaceae, ale taka relacja filogenetyczna okazała się błędna.
Wykaz gatunków
- Gymnocarpium × achriosporum J.Sarvela
- Gymnocarpium appalachianum  Pryer & Haufler
- Gymnocarpium × bipinnatifidum Miyam.
- Gymnocarpium × brittonianum (Sarvela) K.M.Pryer & Haufler
- Gymnocarpium disjunctum (Rupr.) Ching
- Gymnocarpium dryopteris (L.) Newman – cienistka trójkątna, zachyłka trójkątna
- Gymnocarpium fedtschenkoanum Pojark.
- Gymnocarpium heterosporum W.H.Wagner
- Gymnocarpium × intermedium  J.Sarvela
- Gymnocarpium jessoense (Koidz.) Koidz.
- Gymnocarpium oyamense (Baker) Ching
- Gymnocarpium remotipinnatum (Hayata) Ching
- Gymnocarpium robertianum (Hoffm.) Newman – cienistka Roberta, zachyłka Roberta